# Inga pilosula
Inga pilosula är en ärtväxtart som först beskrevs av Louis Claude Marie Richard, och fick sitt nu gällande namn av James Francis Macbride. Inga pilosula ingår i släktet Inga och familjen ärtväxter. Inga underarter finns listade i Catalogue of Life.